# Turmhügel Wocka
Der Turmhügel Wocka, auch als Turmhügelinsel Wocka bezeichnet, ist eine abgegangene mittelalterliche Wasserburg vom Typus einer Turmhügelburg (Motte) in dem gleichnamigen Gemeindeteil Wocka der niederbayerischen Gemeinde Niederviehbach im Landkreis Dingolfing-Landau. Die Anlage liegt westlich des Hofes Wocka nahe am Viehbach zwischen Hauptstraße und der Hinterkreuther Straße. Er wird als Bodendenkmal unter der Aktennummer D-2-7340-0015 im Bayernatlas als „Wasserburgstall des Mittelalters“ geführt.

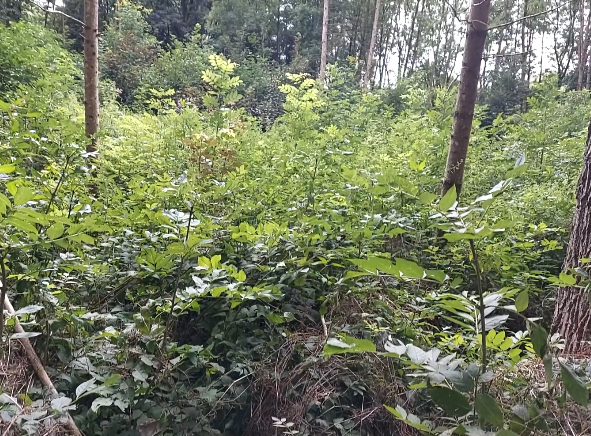
Turmhügel Wocka (2021)

## Beschreibung
In einem völlig verlandeten, rechteckigen Teich, der in der Nord-Süd-Erstreckung 25 m und in der West-Ost-Erstreckung 15 m ausmacht, liegt jetzt eine exzentrisch steil geböschte 1,5 m hohe Insel mit einem Durchmesser von 9 m. Auf der Insel ist Ziegelschutt anzutreffen (Ziegelformat 33 × 16,5 × 7 cm). Vom Osten her ist der Weiher so weit zugeschüttet bzw. überwachsen, dass nur mehr ein schmaler Grabenrest vorhanden ist.